# Cité Soleil
Cité Soleil (haitisk kreol: Site Soley) er et tæt befolket fattigkvarter nord for centrum i Port-au-Prince i Haiti. Det ligger mellem havnen og andre fattigområder. Dette slumområde er blandt de største på den vestlige halvkugle. Oprindelig var området tænkt som et billigt boligområde for arbejdere. Det anslås (2010), at her bor mellem 200.000 og 400.000 mennesker på et cirka fem kvadratkilometer stort område.
Området blev ikke så hårdt ramt af jordskælvet, der ramte Haiti 12. januar 2010, derimod var hjælpen længe om at nå frem til området.